# چارلز پولانی
چارلز پولانی (به انگلیسی: John Charles Polanyi) (به مجاری: János Károly Polányi) (زاده ۲۳ ژانویه ۱۹۲۹) یک شیمی‌دان مجارستانی-کانادایی است که در سال ۱۹۸۶ برنده جایزه نوبل شیمی شد. این جایزه «برای مطالعاتی که دربارهٔ دینامیک فرایندهای ابتدایی شیمیایی انجام داده‌اند»
به او اعطا شد.